# Rosenrot
Denna artikel handlar om växten rosenrot. För musikalbumet med samma namn, se Rosenrot (musikalbum). För singeln med samma namn, se Rosenrot (singel).
Rosenrot (Rhodiola rosea, tidigare Sedum rosea) är en art i familjen fetbladsväxter. Arten förekommer i norra Europa från Pyrenéerna till Karpaterna, i norra Asien, östra Nordamerika och på Grönland. I Sverige är den vanlig i fjällen, men förekommer i mindre utsträckning även i Hälsingland, Norrbotten och Bohuslän. Den har fått sitt namn eftersom roten luktar som rosor.
Några varieteter kan urskiljas:
- var. rosea - blir 20-30 cm hög. Bladen är 0,7-1,2 cm långa och fint tandade. Blomställningen är kvastlik och kronbladen gröngula.

- var. microphylla - blir 10-16 cm hög. Bladen är ca 3,5 cm långa, hela eller med få tänder mot spetsen. Blomställningen är huvudlik och kronbladen är gula.

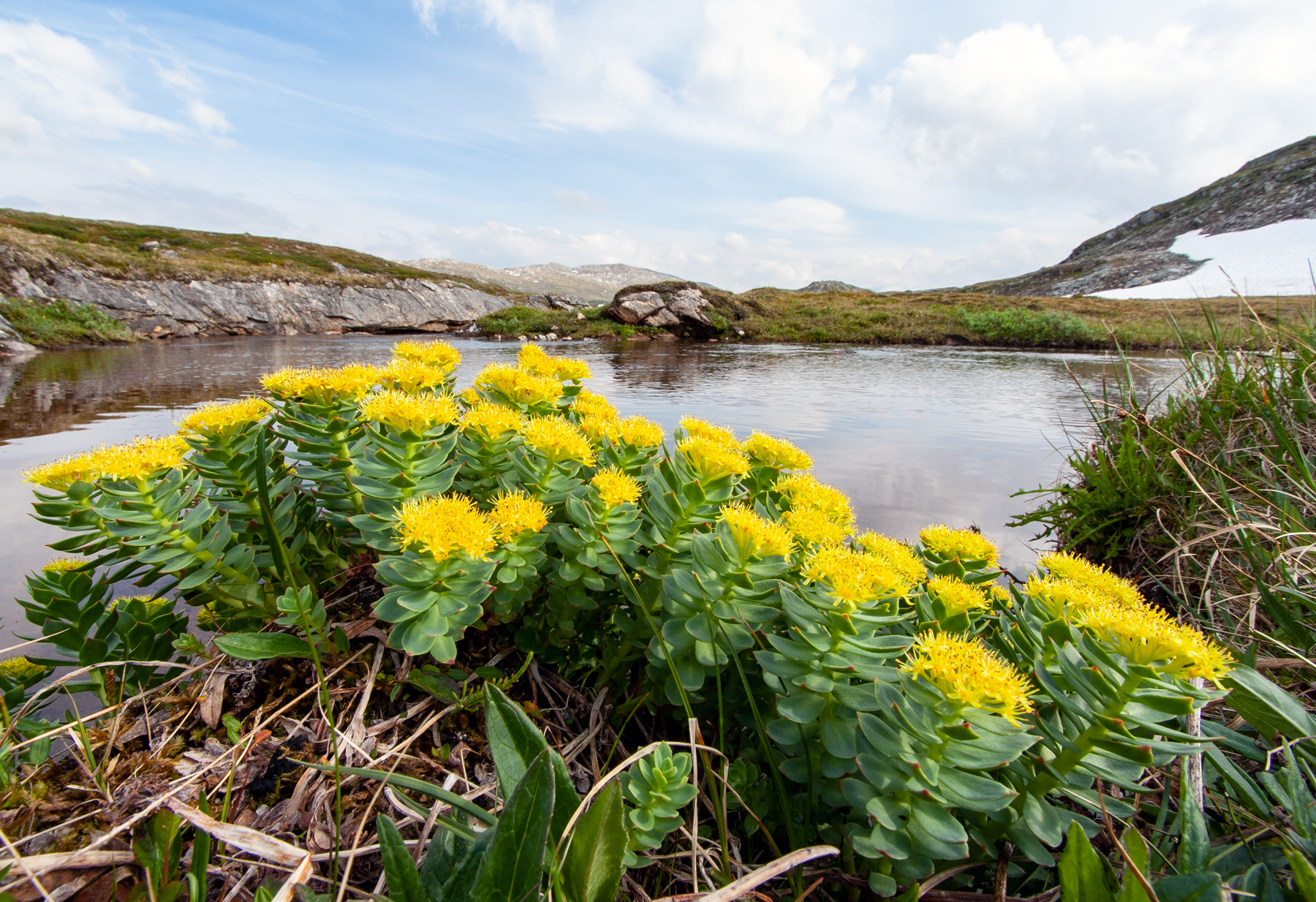
Rosenrot i Padjelanta nationalpark.
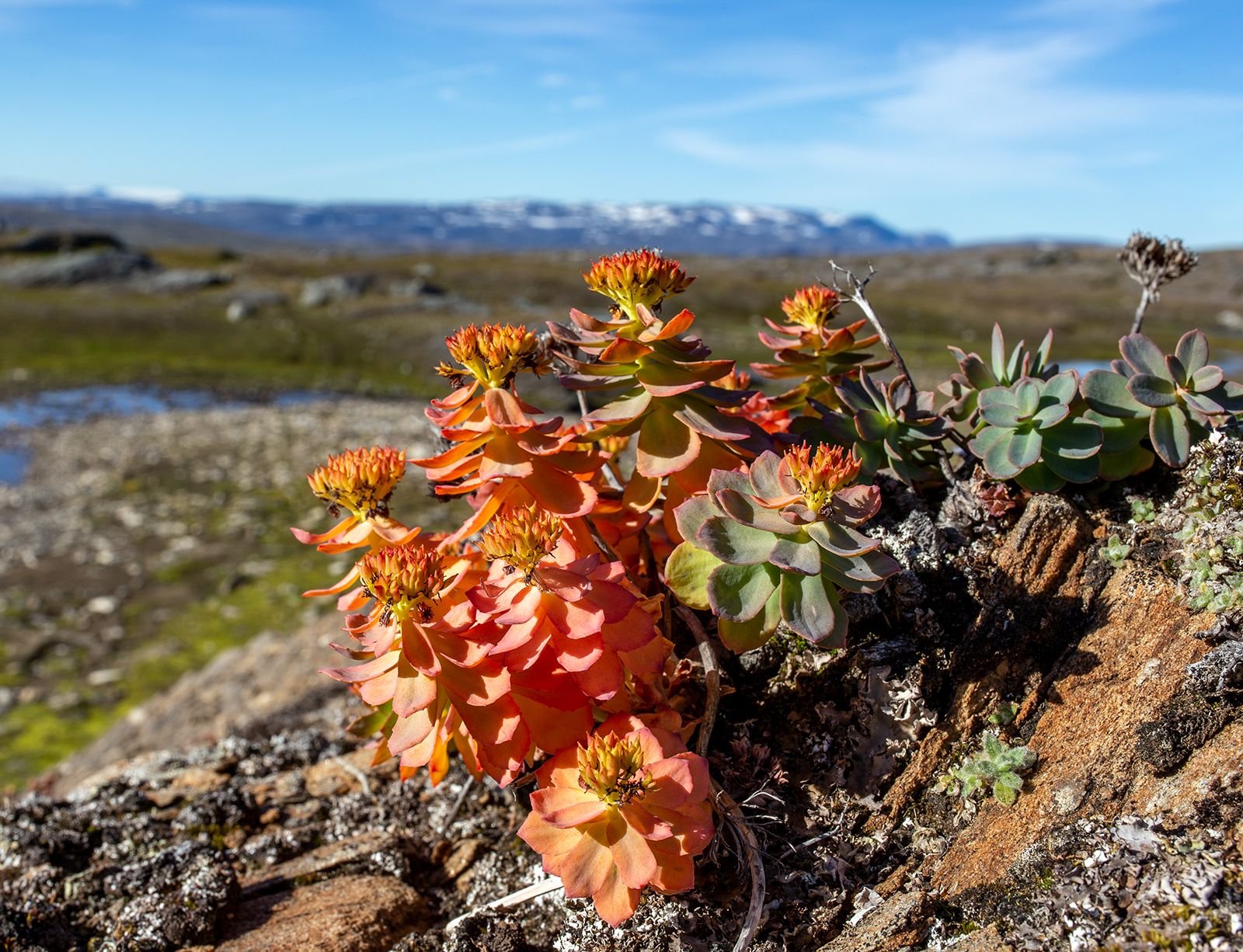
Utblommad rosenrot - Padjelanta nationalpark.

## Rosenrot som naturmedicin
Rosenrot sägs vara en så kallad adaptogen, som sedan forntiden ska ha använts som naturläkemedel. De företag som marknadsför preparat baserade på rosenrot hävdar att växten kan öka den fysiska prestationen samt att man i antikens Grekland använde växten för att bota huvudvärk. Professorerna Dan Larhammar och Adam Taube samt statistikern Josefin Blomkvist skriver i en artikel i Dagens Nyheter 2009-06-08 att medlet saknar bevisad effekt. Flera av de forskare som åberopats i marknadsföringen existerar inte. Studierna som genomförts är otillräckliga för att kunna dra slutsatser ifrån. En del påstådda resultat har inte ens undersökts.

## Synonymer
Några lokala svenska namn är systerrot, kalvdans, och takgull.

### Vetenskapliga synonymer
var. rosea
Rhodiola arctica Boriss.
Rhodiola elongata Fisch. & C.A.Mey.
Rhodiola hideoi Nakai
Rhodiola iremelica Boriss.
Rhodiola maxima Nakai
Rhodiola minor Mill.
Rhodiola odora Salisb.
Rhodiola odorata Lam. nom. illeg.
Rhodiola roanensis Britton
Rhodiola rosea subsp. arctica (Boriss.) Á.Löve & D.Löve
Rhodiola rosea subsp. sachalinensis (Boriss.) S.B.Gontcharova
Rhodiola rosea subsp. tachiroi (Franch. & Sav.) Jacobsen
Rhodiola rosea var. alpina Revuschkin
Rhodiola rosea var. arctica (Boriss.) Jacobsen
Rhodiola rosea var. scopolii (Kern. ex Simonk.) Soó
Rhodiola rosea var. subalpina Revuschkin
Rhodiola sachaliensis Boriss.
Rhodiola scopolii Simonk.
Rhodiola sibirica Sweet
Rhodiola tachiroei (Franch. & Sav.) Nakai
Sedum altaicum G.Don
Sedum dioicum Stokes nom. illeg.
Sedum elongatum (Fisch. & Mey.) Ledeb. nom. illeg.
Sedum rhodiola DC.
Sedum rhodiola Desf. nom. illeg.
Sedum rhodiola var. tachiroei Franch. & Sav.
Sedum roseum (L.) Scop.
Sedum rosea subsp. arcticum (Boriss.) Engelskjøn & H.J.Schweitzer
Sedum roseum var. roanense (Britt.) Berger
Sedum scopolii Simonk.
Tetradium odoratum Dulac nom. illeg.
var. microphylla (Fröderström) S. H. Fu
Sedum roseum var. microphyllum Fröderström

## Fridlysning
Rosenrot är fridlyst i Västra Götalands län .